# Вила (Болцано)
Вила је насеље у Италији у округу Болцано, региону Трентино-Јужни Тирол.
Према процени из 2011. у насељу је живело 1783 становника. Насеље се налази на надморској висини од 986 м.